# Thagria serrata
Thagria serrata är en insektsart som beskrevs av Nielson 1977. Thagria serrata ingår i släktet Thagria och familjen dvärgstritar. Inga underarter finns listade i Catalogue of Life.